# Монті (муніципалітет)
Монті (італ. Monti, сард. Monti) — муніципалітет в Італії, у регіоні Сардинія, провінція Сассарі. До 2016 року муніципалітет належав до провінції Ольбія-Темпіо.
Монті розташоване на відстані близько 290 км на південний захід від Рима, 180 км на північ від Кальярі, 20 км на південний захід від Ольбії, 23 км на південний схід від Темпіо-Паузанії.
Населення — 2456 осіб (2014).
Щорічний фестиваль відбувається у травні та жовтні. Покровитель — San Gavino Martire (Monti), Santa Maria della Pace (Su Canale).

## Демографія
Населення за роками:

Станом на 1 січня 2023 року в муніципалітеті офіційно проживали 84 іноземці з 21 країни, серед них 37 громадян країн Євросоюзу та 3 громадяни України.

## Сусідні муніципалітети
- Ала-дей-Сарді
- Беркідда
- Каланджанус
- Лоїрі-Порто-Сан-Паоло
- Ольбія
- Тельті